# 国鉄タム5200形貨車
国鉄タム5200形貨車（こくてつタム5200がたかしゃ）は、かつて日本国有鉄道（国鉄）に在籍した私有貨車（タンク車）である。

## 概要
本形式はジメチルアミン専用の15t積タンク車として1958年（昭和33年）7月16日に2両（タム5200 - タム5201）が三菱重工業の1社のみにて製作された。
本形式の他にジメチルアミンを専用種別とする形式は他に例がなく、唯一の存在であった。
所有者は日東化学工業でありその常備駅は東海道本線貨物支線（通称、高島線）の新興駅であった。
ドームレス直円筒型のタンク体は、ボイラ及び圧力容器用炭素鋼及びモリブデン鋼鋼板（SB42、現在のSB410）製で荷役方式はタンク上部にある弁（仕切弁は台枠上に設置）からの上入れ、上出し式である。タンク体右側形式番号上に「連結注意」が標記された。
塗色は黒であり、全長は11,200mm、全幅は2,500mm、全高は3,865mm、台車中心間距離は7,100mm、実容積は25.3m3、自重は21.7t、換算両数は積車3.5、空車2.0、最高運転速度は75km/h、ベッテンドルフ式のTR41Bである。
1971年（昭和46年）7月2日に最後まで在籍した1両（タム5201）が廃車になり同時に形式消滅となった。